# Дерматозойный бред
Дерматозо́йный бред (от др.-греч. δέρμα «кожа» и ζῷον «живое существо, животное»), также зоопати́ческий бред, — бредовое убеждение о заражении паразитами (в отсутствие объективных признаков инвазии). Воображаемые паразиты часто описываются больными как членистоногие (жуки, вши, клещи́, блохи, клопы) или черви (острицы, глисты), ползающие по коже или под ней. Часто человек детально описывает поведение паразитов, представляет в лаборатории «доказательства» в виде фрагментов кожи или катышков, ворсинок, секрета сальных желёз. Наиболее распространено это заболевание среди женщин старше сорока лет.

## Наименование
Дерматозойный бред имеет множество обозначений в литературе: хронический тактильный галлюциноз, акарофобия, синдром Экбома, зоопатические галлюцинаторные навязчивости, психогенный паразитоз, тактильный галлюцинаторный бред или тактильный бредовой галлюциноз, паразитофобический нейродерматит.
Название «синдром Экбома» происходит от фамилии шведского невролога К. А. Экбома, опубликовавшего ряд работ об этом расстройстве в 1937—1938 годах. Термин смешивают с другой изучавшейся им болезнью — синдромом Витмака — Экбома, более известным по бытовым названием «синдром беспокойных ног». Несмотря на то, что люди, страдающие от синдрома беспокойных ног, иногда описывают один из её симптомов в стиле «муравьи под кожей» — это два разных заболевания, одно из которых вызывается реальными физиологическими причинами, другое же — бредовое состояние.

## Нозоологическая классификация
Дерматозойный бред разными авторами относится к шизофрении, аффективным расстройствам (расстройствам настроения) в депрессивной фазе, функциональным психозам позднего возраста, паранойе, органическим поражениям центральной нервной системы (например, при атрофических заболеваниях головного мозга). По классификации DSM-IV относится к соматическому типу бредового расстройства. Также дерматозойный бред наблюдается при алкогольном делирии и психозах вследствие употребления кокаина.